# Nellie Lutcher
Nellie Lutcher (Lake Charles, 15 oktober 1912 – Los Angeles, 8 juni 2007) was een Amerikaanse jazz- en r&b-zangeres en -pianiste.

## Biografie
Nellie Lutcher kwam uit een groot gezin, haar vader Isaac Lutcher was een bassist en werkte samen met Bunk Johnson, en haar moeder Susie was een kerkorganiste. Haar broer was saxofonist Joe Lutcher en haar neef was latin jazz percussionist Daryl 'Munyungo' Jackson. Nadat haar moeder haar talent had herkend, kreeg ze als kind lessen op gitaar, viool, mandoline en piano. Op haar twaalfde vergezelde ze Ma Rainey tijdens een optreden, toen haar vaste pianist ziek werd. Op 14-jarige leeftijd trad ze met goedkeuring van haar vader toe tot Clarence Harts Imperial Jazz Band, waar ze vijf of zes jaar speelde. Naar verluidt had ze ook een kort huwelijk met de trompettist van de band. In 1933 werd ze lid van de door Paul Barnes geleide Southern Rhythm Boys, met wie ze door het land toerde en voor wie ze enkele arrangementen schreef.
In 1935 verhuisde ze naar Los Angeles, waar ze trouwde met Leonel Lewis, met wie ze een zoon kreeg. Daar speelde ze swing piano en trad ze regelmatig op in de Club Alabam aan Central Avenue. Ze begeleidde ook als studiomuzikante o.a. Lena Horne en Ivie Anderson en begon zelf te zingen. In de omgeving van Los Angeles trad ze op met kleine combo's en ontwikkelde langzaam maar zeker haar eigen zangstijl, beïnvloed door Earl Hines, Duke Ellington en haar vriend Nat King Cole. Ze beschouwde zichzelf niet als zangeres. De vraag naar haar nam echter toe toen ze begon te zingen. Ze begon ook haar eigen nummers te schrijven, zoals He's a Real Gone Guy en Hurry On Down.
Ze was nauwelijks bekend bij het grote publiek, tot ze in 1947 verscheen op een liefdadigheidsevenement voor March of Dimes in Hollywood. Deze show werd uitgezonden op de radio, waardoor Capitol Records haar opmerkte en een platencontract aanbood. Haar ten onrechte vermelde geboortejaar wordt vaak verklaard door het feit, dat de leidinggevenden van Capitol dachten dat Nellie Lutcher te oud was om een muziekcarrière te beginnen op 35-jarige leeftijd en vervolgens 1915 als haar geboortejaar lanceerden, waardoor ze 3 jaar jonger was. Nellie Lutcher sprak deze voorstelling in een interview tegen en legde de discrepantie uit met een fout of typefout. Nellie Lutcher nam een aantal nummers op voor Capitol, waaronder The One I Love Belongs to Somebody Else en haar eerste hit Heav on Down, die steeg naar #2 in de rhythm & blues-hitlijsten. Het volgende nummer He's a Real Gone Guy bereikte eveneens de 2e plaats en was ook succesvol op #15 in de hitlijsten.
In 1948 had ze nog een aantal andere hits in de r&b-hitlijsten, met Fine Brown Frame op positie 2 als hoogste. Ze werd landelijk bekend door verschillende tournees, waardoor haar liedjes regelmatig in de Amerikaanse pop-, jazz- en r&b-hitlijsten belandden. In 1950 bracht Capitol een plaat uit van Nat King Cole en Nellie Lutcher, waarop ze de duetten For You My Love en Can I Come in for a Second zongen. Door deze samenwerking met Nat King Cole werd Nellie Lutcher ook bekend in Europa, gevolgd door twee Europese tournees in het begin van de jaren 1950, waardoor ze vooral succesvol was in Londen. In 1951 nam ze The Birth of the Blues en I Want to Be Near You op met orkestbegeleiding. De plaat was echter niet erg succesvol, zodat Capitol hun contract in 1952 niet verlengde.
In 1953 werd haar levensverhaal gepresenteerd in een tv-special, die op korte termijn een grotere vraag naar haar vroege Capitol-hits genereerde. Ze draaide nog een paar platen voor labels als Okeh Records, Decca Recordsen Liberty Records, maar kon nog lang niet voortbouwen op haar eerdere successen. De afnemende publieke belangstelling en de opvoeding van haar zoon brachten haar er uiteindelijk toe een positie te aanvaarden bij de muzikantenvakbond in Los Angeles. Van tijd tot tijd ging Nellie Lutcher nog steeds naar de opnamestudio om platen op te nemen, waaronder in 1957 een remake van hun kenmerkende nummer Hurry On Down voor Imperial Records, met als B-kant I Never Got Tired. In 1973 en vervolgens weer in 1980 trad ze op in New York. Halverwege de jaren 1980 introduceerde Marian McPartland haar in haar radioprogramma Piano Jazz. Ze was tot eind jaren 1990 ook onregelmatig in clubs of in televisieprogramma's te zien. In 1994 speelde ze zichzelf in de Duitse komedie Sunny Side Up, geregisseerd door Bettina Speer.

## Zangstijl
Haar zangstijl, die ze begeleidde met haar door swing beïnvloede pianospel, werd gekenmerkt door verheven scat en overdreven nadruk op individuele woorden. Kenmerkend voor haar en de vroege rhythm & blues van die jaren was ook de preoccupatie met erotische onderwerpen, die vanwege de Amerikaanse censuurregels bezongen werden met soms zwaar geclausuleerde teksten.

## Muzikaal effect
Hoewel Nellie Lutcher niet veel platen heeft uitgebracht en slechts een paar van deze opnamen meer bekendheid hebben gekregen, heeft ze een blijvende impact gehad op veel artiesten met haar ongebruikelijke, expressieve stijl, vooral Nina Simone. Toen Nellie Lutcher eind jaren 1950 met pensioen ging uit de muziekwereld, begon tegelijkertijd de carrière van Nina Simone, die veel elementen van de zang- en pianostijl van Nellie Lutcher had overgenomen.

## Overlijden
Nellie Lutcher overleed in juni 2007 op 94-jarige leeftijd.

## Onderscheidingen
In 1992 ontving ze de Pioneer Award van de Rhythm and Blues Foundation.

## Discografie
- 1947: Ditto from Me to You (Capitol)
- 1954: Real Gone (Pausa)
- 1955: Our New Nellie (Hallmark)

### Herdrukken en compilaties
- 1995: The Best Of Nellie Lutcher (cd, Capitol)
- 1996: Nellie Lutcher and Her Rhythm (4-cd-box, Bear Family Records)
- 2000: Real Gone / Our New Nellie (cd, Collectables)
- 2000: Real Gone Gal (cd, Blue Boar Records)
- 2001: Hurry On Down (cd, Empress)
- 2001: Hurry On Down (cd, Memoir)
- 2002: Real Gone Gal (cd, Capitol)